# Zeugites latifolius
Zeugites latifolius là một loài thực vật có hoa trong họ Hòa thảo. Loài này được (E.Fourn.) Hemsl. miêu tả khoa học đầu tiên năm 1885.